# 田原缶詰
田原缶詰株式会社（たわらかんづめ）は、千葉県銚子市に本社を置く缶詰・レトルト食品（魚介類を中心）製造会社。ロングセラーの「さんまの蒲焼」の缶詰で知られ、さんまの蒲焼の缶詰の元祖でもある。また、「チョウシタ」もしくは「ちょうした印」でも知られる。

## 概要
- 1929年4月1日 - 銚子市港町1764において田原缶詰工業所を創業。国内向け「いわし大和煮」缶詰の製造と、缶詰用空缶の製缶に着手。
- 1936年 - 輸出用「いわし油漬缶詰」の生産開始。
- 1940年 - 戦時体制の進展に伴い、農林省の指導により、千葉県合同缶詰に企業合同となる。
- 1948年 - 同社解散により、銚子市橋本町2236-1にて事業再開。
- 1953年 - 田原缶詰株式会社に組織変更。
- 昭和30年代 - さんまの蒲焼の製造開始。
- 1989年 - 東京営業所を開設。
- 1998年 - 東京営業所を東京支店に業務拡張。
- 2005年 - 福島県に郡山営業所を開設。
- 2012年 - 郡山営業所を閉鎖し、福島営業所を開設。[3]

## 元祖さんまの蒲焼缶詰
- ロングセラーで主力商品のさんまの蒲焼については、3代目社長の田原久次郎のもと、開発され販売された。さんまを天日干しではなく、しっかりと焼き、缶の構造も二重巻締缶となっている[4]。二重巻締とは、缶蓋のカール部分と缶胴のフランジ部分を巻き込み、圧着・接合し、密封を保つもので、カール内側にシーリングコンパウンドが塗布されている[5]。この、さんまの蒲焼缶詰は、銚子市の推奨認定品にも指定されている[6]。

## チョウシタのマークについて

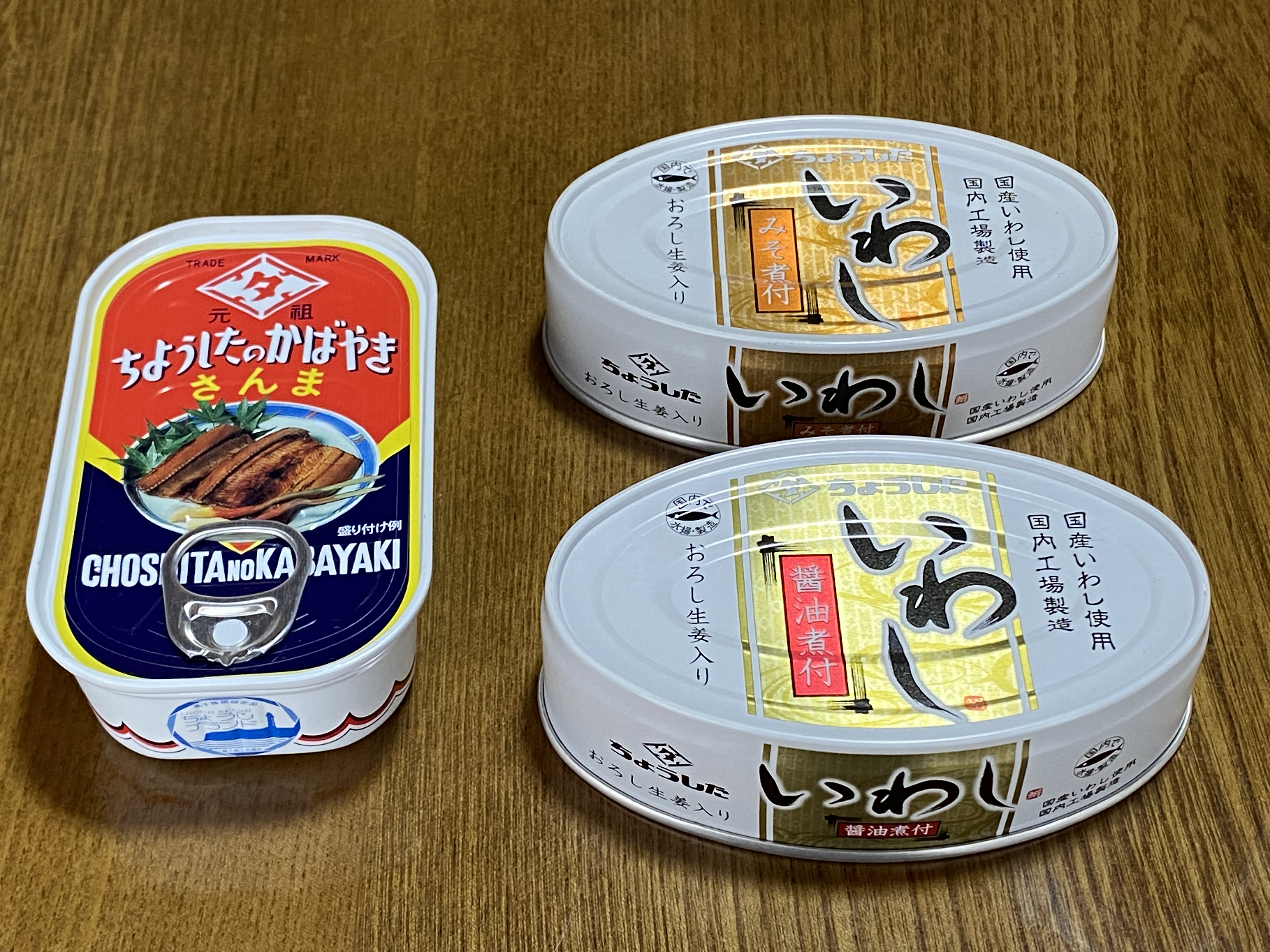
ちょうした印の缶詰

- 中心にある「タ」は、田原缶詰のタである。「タ」を囲むものは銚子の「銚」を「丁」に言い換え、これを4つ組み合わせ「丁四」で「銚子」と読むものである。田原缶詰の商標は、銚子を土台としており、銚子の黒潮をあしらったデザインとなっている[7]。

## 支店・営業所
- 東京支店
  - 東京都江東区毛利2-2-8
- 東北営業所
  - 福島県福島市笹木野字町東24-6

## 事件
- 2020年、原材料に台湾産サンマを使用した商品などに「さんま（台湾産、国産）」と表示し、スコットランド産ニシンを使用した商品などに「にしん（ノルウェー産、スコットランド産、その他）」と表示したことで、食品表示法に基づき、農林水産省から表示の是正、原因究明、再発防止策の構築などを指示された。2020年1月7日から同年3月9日までの期間で、サンマとニシンと合わせて約89万6000缶が販売されていた[8]。